# یوهان رودولف زومستیگ
یوهان رودولف زومستیگ (انگلیسی: Johann Rudolf Zumsteeg؛ ۱۰ ژانویه ۱۷۶۰ – ۲۷ ژانویه ۱۸۰۲ (۴۲ ساله)) آهنگساز، رهبر (موسیقی)، استاد دانشگاه، و کنسرت‌مایستر اهل امپراتوری مقدس روم بود.